# 3. Berlini Nemzetközi Filmfesztivál
A 2. Berlini Nemzetközi Filmfesztivál 1952. június 12. és 25. között került megrendezésre. Az Arany Medve díjat Henri-Georges Clouzot filmje, A félelem bére nyerte. Ez volt az első fesztivál, ahol bemutatták az Arany Medve szobrát, amit Renée Sintenis szobrász készített Noack Foundry közreműködésével. A fesztiválon egy retrospektív szekciót szenteltek a némafilmeknek.

## A fesztivál programja
Az alábbi filmek voltak versenyben az Arany Medve- és az Ezüst Medve-díjakért:
| Magyar cím                   | Eredeti cím                    | Rendező                 | Ország                     |
| ---------------------------- | ------------------------------ | ----------------------- | -------------------------- |
| The Boy Kumasenu             | The Boy Kumasenu               | Sean Graham             | Ghána                      |
| O Cangaceiro                 | O Cangaceiro                   | Lima Barreto            | Brazília                   |
| Per a város ellen            | Processo alla città            | Luigi Zampa             | Olaszország                |
| Der Kampf der Tertia         | Der Kampf der Tertia           | Erik Ode                | Nyugat-Németország         |
| Magia verde                  | Magia verde                    | Gian Gaspare Napolitano | Olaszország, Brazília      |
| Ein Herz spielt falsch       | Rudolf Jugert                  | Nyugat-Németország      |                            |
| I sette dell'Orsa maggiore   | I sette dell'Orsa maggiore     | Duilio Coletti          | Olaszország                |
| Man on a Tightrope           | Man on a Tightrope             | Elia Kazan              | Amerikai Egyesült Államok  |
| Altri tempi - Zibaldone n. 1 | Altri tempi - Zibaldone n. 1   | Alessandro Blasetti     | Olaszország                |
| Sengoku burai                | 戦国無頼                       | Hiroshi Inagaki         | Japán                      |
| Hulot úr nyaral              | Les Vacances de Monsieur Hulot | Jacques Tati            | Franciaország              |
| Sie fanden eine Heimat       | Sie fanden eine Heimat         | Leopold Lindtberg       | Svájc, Egyesült Királyság  |
| A félelem bére               | Le Salaire de la peur          | Henri-Georges Clouzot   | Franciaország, Olaszország |
| Entotsu no mieru basho       | 煙突の見える場所               | Heinosuke Gosho         | Japán                      |

## Győztesek
- Arany Medve: A félelem bére (Henri-Georges Clouzot)[1]
- Ezüst Medve: Magia verde (Gian Gaspare Napolitano)
- Bronz Medve: Sie fanden eine Heimat (Leopold Lindtberg)

## Fordítás
- Ez a szócikk részben vagy egészben  a(z)   3rd Berlin International Film Festival című angol Wikipédia-szócikk fordításán alapul.  Az eredeti cikk szerkesztőit annak laptörténete sorolja fel. Ez a jelzés csupán a megfogalmazás eredetét és a szerzői jogokat jelzi, nem szolgál a cikkben szereplő információk forrásmegjelöléseként.